# Agostino Trivulzio
Agostino Trivulzio  (Milán, c. 1485 - Roma, 30 de marzo de 1548) fue un eclesiástico italiano.

## Vida
Nacido en el seno de la ilustre familia de los Trivulzio, fue el hijo menor del matrimonio formado por Giovanni Trivulzio y Anna Martinengo; era sobrino de Gian Giacomo y Teodoro Trivulzio, que destacaron como líderes militares durante las guerras italianas, y del cardenal Antonio Trivulzio.
Encaminado a la carrera eclesiástica, fue protonotario apostólico y camarero del papa Julio II, y según algunos autores, auditor del Tribunal de la Rota. 
León X le creó cardenal diácono de San Adriano en el consistorio de julio de 1517, en el que también recibió el capelo su tío Scaramuccia. 
Legado ad latere en Francia y protector de este reino, fue nombrado arzobispo de Reggio en 1520, sede que cedió un mes después a su hermano Pietro; durante el pontificado de Adriano VI fue administrador de Bobbio y Alessano, y durante los de Clemente VII y Paulo III lo fue también, en distintos periodos, de Tolon, Le Puy, Avranches, Asti, Bayeux, Brugnato y Périgueux. 
Tras su fallecimiento, ocurrido en Roma a los 63 años de edad, fue sepultado en la iglesia de Santa Maria del Popolo. 